# Joseph Boehm

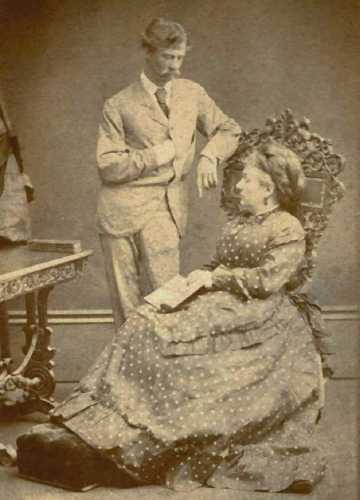
Joseph Boehm Lujza hercegnő társaságában (1885)

Joseph Boehm (Bécs, 1834. július 6. – London, 1890. december 12.) osztrák szobrász és éremművész.

## Élete
Művészete titkaiba atyja vezette be, akivel hosszabb utat tett Olaszországban és Angliában. 1862-ben Londonban telepedett meg, ahol fejszobraival és más műveivel az udvar figyelmét is magára vonta. Művei tele vannak élettel és kifejezéssel; de hatásuk inkább festői, mint plasztikus. Boehm későbbi időkben monumentális szoborműveket is készített; így Viktória brit királynő kolosszális márványszobrát a Windsori kastély, John Bunyan bronzszobrát Benford, a walesi herceg lovasszobrát Bombay számára. Thomas Carlyle ülőszobrával az 1882-es bécsi nemzetközi kiállításon keltett figyelmet. Lord Napier szobrát is ő készítette Kelet-Indiának.